# Karlików
Karlików (j. łemkowski Карликів) – wieś w Polsce położona w województwie podkarpackim, w powiecie sanockim, w gminie Bukowsko. Ma status sołectwa. 
W latach 1340–1772 wieś położona była w ziemi sanockiej, w województwie ruskim. Następnie w latach 1772–1852 leżała w cyrkule leskim, później sanockim. Od 1867 miejscowość leży w powiecie sanockim, w gminie Bukowsko w Galicji.
W latach 1975–1998 miejscowość położona była w województwie krośnieńskim.

## Geografia
Wieś położona jest przy drodze wojewódzkiej nr 889 z Sieniawy, przez Bukowsko do Szczawnego. Droga ta łączy się drogą 892 prowadzącą do przejścia granicznego przez Radoszyce na Słowację, na Pogórzu Bukowskim i częściowo w Beskidzie Niskim.
Najniższe wzniesienie tego obszaru to szczyt Płonna o wysokości 439 m n.p.m., najwyższym jest szczyt Tokarnia wznoszący się na wysokość 777 m n.p.m.

## Historia
Właścicielem tej miejscowości w 1529 r. był Mikołaj Herburt Odnowski. Wieś była częścią kompleksu dóbr hrabiów Ossolińskich i Stadnickich. W XIX wieku należała do Katarzyny z Bołoz-Antoniewiczów Romaszkanowej, żony Piotra Romaszkana, od której w 1832 roku kupili ją Wiktor (1792-1840) i Łucja z Ostaszewskich (1802-1894) Gniewoszowie. W połowie XIX wieku właścicielami posiadłości tabularnej w Karlikowie był Ludwik Gniewosz i rodzeństwo. Pod koniec XIX wieku dziedzicem Karlikowa był syn Wiktora i Łucji, Feliks Gniewosz (1836–1901). W 1905 Janina Gniewosz wraz z dwoma współwłaścicielami posiadała we wsi obszar 162,5 ha. W 1911 właścicielem tabularnym był syn Feliksa, Wiktor Gniewosz, posiadający 70 ha. W 1916 Wiktor Gniewosz odsprzedał dobra w Karlikowie Eustachemu Ściborowi-Rylskiemu.
W roku 1898 wieś liczyła 343 mieszkańców zamieszkujących 53 domostwa, powierzchnia wsi wynosiła 6,23 km², dodatkowo obszar dworski zajmował 1,27 km² powierzchni, przeważała ludność rusińska oraz niewielka społeczność żydowska (<5%). W roku 1900 wieś liczyła 388 mieszkańców, całkowita pow. wsi wynosiła 629 ha oraz 56 domy. Od listopada 1918 do stycznia 1919 Republika Komańczańska. Po roku 1944 miejscowi Rusini zostali przesiedleni na Ukrainę i na tzw. ziemie Odzyskane.
We wrześniu 1944 na przyległych wzgórzach toczyły się ciężkie walki między oddziałami AK i SS, wieś została zdobyta 18 września 1944.
W 1946 toczyły się tu walki pomiędzy oddziałem "Stiaha" (UPA) a WP. 24 stycznia 1946 roku 34 pułk piechoty WP wkroczył do wsi Karlików z zamiarem zlikwidowania przebywającego tam oddziału powstańców UPA. W trakcie walk zabity został współpracujący z UPA ksiądz greckokatolicki Ołeksander (Aleksander) Malarczyk. W tym czasie zostały zniszczone również ukryte na terenie wsi liczne schrony UPA.

### Dawne nazwy
- Karlykow – rok 1483
- Karlowa – rok 1488
- Karlikow – rok 1557
- Karlikow – rok 1589
- (ukr. Karlikiv, Карликiв, łem. Karłykiw, s-c-s. Карликôвъ) – rok 1867

Nazwa pochodzi od osoby Karla lub karlika (karzełka).

## Religia
W Karlikowie znajdowała się w XIX w. cerkiew parafialna św. Paraskiewy, do której uczęszczało 467 wiernych, tj. cała populacja wsi, zamieszkiwanej wyłącznie przez Rusinów (erygowany ok. 1840 roku, należący do dekanatu sanockiego). Parafia greckokatolicka w Karlikowie posiadała filie w Przybyszowie (w roku 1867 było 453 wiernych) oraz w Woli Piotrowej (w 1867 roku 282 wiernych). Terytorium wsi należało równocześnie do łacińskiej parafii w Bukowsku.
Pod koniec XIX wieku parafia liczyła ok. 1200 wiernych. Kolatorką świątyni była Łucja Gniewosz. Cerkiew nie zachowała się - pozostało po niej cerkwisko,  murowana plebania sprzed I wojny światowej oraz cmentarz z zachowanymi nielicznymi nagrobkami.

## Turystyka
- W sezonie zimowym czynny był wyciąg narciarski (wcześniej należący do klubu piłkarskiego Stal Sanok). Jest to najdłuższy wyciąg orczykowy na Pogórzu Bukowskim. Obecnie (2020 r) wyciąg nie jest czynny.
- Przez wieś przebiega szlak śladami dobrego wojaka Szwejka.